# (34256) Advaitpatil
2000 QK116 (asteroide 34256) é um asteroide da cintura principal. Possui uma excentricidade de 0.03746800 e uma inclinação de 3.25952º.
Este asteroide foi descoberto no dia 28 de agosto de 2000 por LINEAR em Socorro.